# Korbo
Korbo är en by i Östervåla socken, Heby kommun.
Korbo omtalas i dokument första gången 1408 ("j... kofrabodhum", 1418 "j koffrabodhum"). Under 1500-talet består Korbo att två mantal skatte, båda om 4 öresland vardera, det ena 1541–1548 med en skatteutjord i Ingborgbo. 1541–1545 fanns även ett tredje hemman om 1/2 mantal skatte. Förleden är troligen det fornsvenska mansnamnet Kofre.
Korbo hade sina fäbodar vid Korbovallen tillsammans med Hemmingsbo. Strax norr om fäbodvallen på Åby ägor byggdes omkring 1900 en skogsarbetarbostad som också fick namnet Korbovallen. Av det skälet kom Korbovallen på senare kartor att kallas Korbosätern för att skiljas från arbetarbostaden. Säter som beteckning för fäbod hör annars inte till norduppländskans genuina namnskick. Nuttasbo var en backstuga 500 meter västsydväst om Slättan på åkern Korbo 3:2.